# Dancing in the Rain (Frankie Miller)
| Recensione              | Giudizio |
| ----------------------- | -------- |
| AllMusic                |          |
| Dizionario del Pop-Rock | [ 2 ]    |

Dancing in the Rain è un album discografico di Frankie Miller, pubblicato dall'etichetta discografica Vertigo Records nell'aprile del 1986.

## Tracce

### LP
Lato A
1. I'd Lie to You for Your Love – 3:07 (Frankie Miller, David Bellamy, Howard Bellamy, Jeff Barry)
2. Do It Till We Drop – 4:05 (Frankie Miller, Jeff Barry)
3. That's How Long My Love Is – 2:57 (Frankie Miller, Jeff Barry)
4. How Many Tears Can You Hide – 3:47 (Frankie Miller, Graham Lyle)
5. Dancing in the Rain – 3:27 (Frankie Miller)

Lato B
1. Shakey Ground – 3:37 (J Bowen, E Hazel, A Boyd)
2. The Boys and the Girls Are Doing It – 3:28 (Frankie Miller, Jeff Barry)
3. Game of Love – 3:52 (Frankie Miller)
4. Gladly Go Blind – 4:00 (Frankie Miller, Jeff Barry)
5. You're a Puzzle I Can't Put Down – 3:10 (Frankie Miller, Jeff Barry)

## Musicisti
Gruppo:
- Frankie Miller – voce solista, chitarra, accompagnamento vocale - cori
- Brian Robertson – chitarra
- Chrissie Stewart – basso
- Simon Kirke – batteria

Musicisti aggiunti
- Mitch Watkins – chitarra
- Mitch Perry – chitarra
- Hiram Bullock – chitarra
- Tim Renwick – chitarra
- Ricky Byrd – chitarra
- Chris Spedding – chitarra
- Peter Wood – tastiere
- Robbie Kilgore – tastiere
- Jimmy Maelen – percussioni
- Jimmy Bralower – percussioni
- Wayne Jackson – tromba, arrangiamento
- Lou Cortelezzi – sassofono, sassofono solo (brano: How Many Tears Can You Hide)
- Bob Funk – trombone
- Bonnie Bramlett – accompagnamento vocale - cori
- Eric Troyer – accompagnamento vocale - cori
- Elaine Caswell – accompagnamento vocale - cori
- Chrissy Faith – accompagnamento vocale - cori

Note aggiuntive
- John Jansen – produttore
- Registrazioni effettuate al: The Power Station, New York City, New York; The House of Music, West Orange, New Jersey e al AIR Studios, Londra (Inghilterra)
- Josh Abbey, John Jansen e Matt D'arbanlay Butler – ingegneri delle registrazioni
- Jon Goldenberg – assistente ingegneri delle registrazioni (The Power Station)
- Nelson Ayres – assistente ingegneri delle registrazioni (The House of Music)
- Matt Howe – assistente ingegneri delle registrazioni (AIR Studios)
- Mixaggio da Dave Thoener e John Jansen al The Record Plant di New York City (assistente Carol Cafiero) e al The House of Music
- Shelley Marcus e Wayne Gryk – foto copertina album
- David Sonenberg – management
- Shelley Marcus – art direction copertina album[3]